# خوآرز (مکزیکو)
خوآرز (به انگلیسی: Juarez) یک منطقهٔ مسکونی در ایالات متحده آمریکا است که در شهرستان کمرون، تگزاس واقع شده‌است. خوآرز ۰٫۵ کیلومتر مربع مساحت و ۱٬۰۱۷ نفر جمعیت دارد و ۱۲٫۱۹ متر بالاتر از سطح دریا واقع شده‌است.